# Recipient sota pressió embolicat en material compost
Un recipient sota pressió embolicat en material compost, de l'anglès composite overwrapped pressure vessel (COPV) és un recipient format per un revestiment prim i no estructural embolicat amb un compost de fibra estructural, dissenyat per mantenir un fluid sota pressió. El revestiment proporciona una barrera entre el fluid i el compost, evitant fuites (que poden produir-se a través de microesquerdes de matriu que no causen fallades estructurals) i la degradació química de l'estructura. En general, s'aplica una carcassa protectora per protegir-lo contra els danys causats per impactes. Els compostos més utilitzats són els polímers reforçats amb fibra (FRP), que empren fibres de carboni i kevlar. L'avantatge principal d'un COPV en comparació amb un recipient a pressió metàl·lic de mida similar és un pes inferior, però això es pot compensar amb l'augment dels costos de fabricació i certificació.

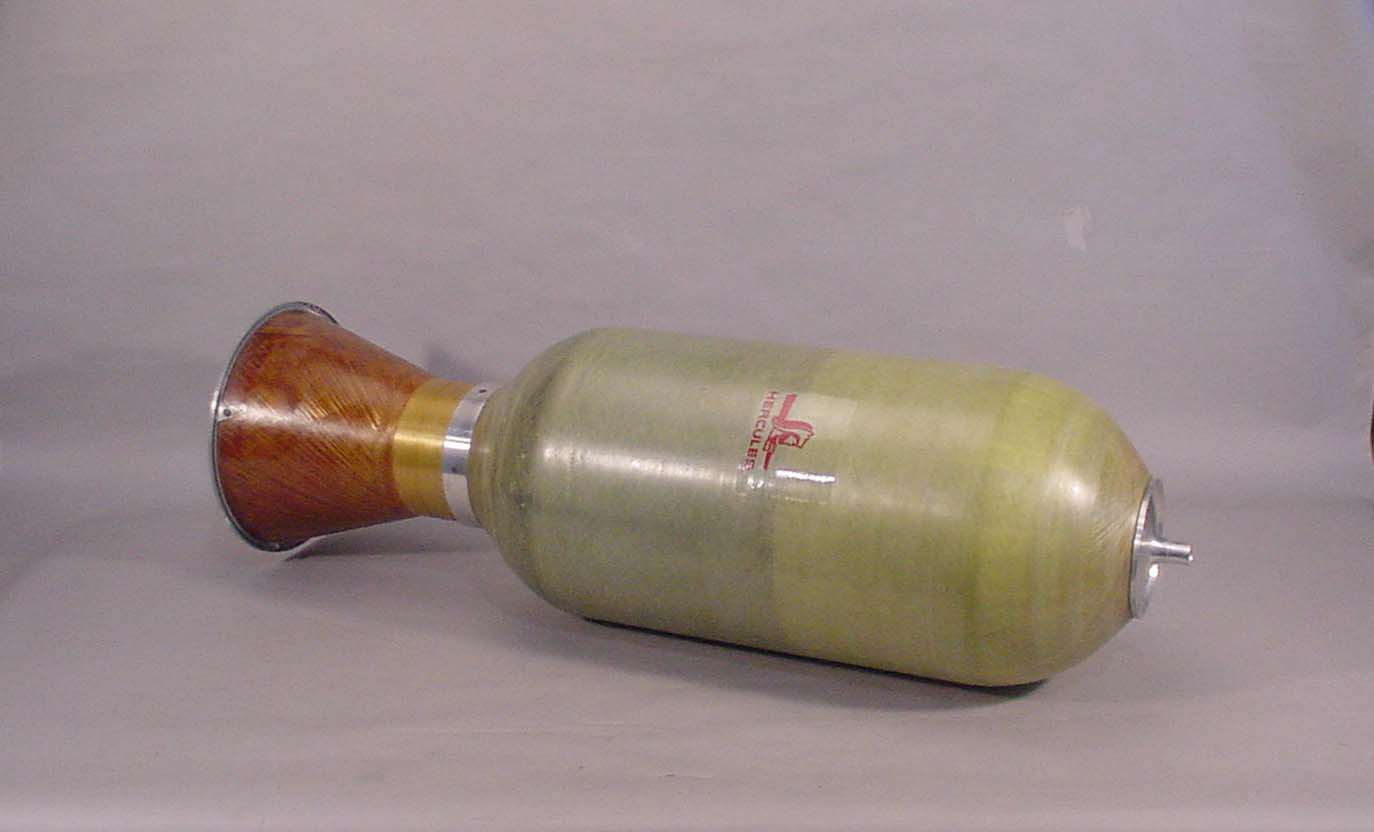
Casing of the Altair rocket stage, essentially a fiberglass composite overwrapped pressure vessel

## Visió general
Un recipient a pressió amb embolcall compost (COPV) és un recipient que conté pressió, típicament compost per un revestiment metàl·lic, un embolcall compost i una o més bosses. S'utilitzen en vols espacials per la seva alta resistència i el seu baix pes.
Durant el funcionament, els COPV s'expandeixen des del seu estat sense pressió.

## Fabricació
Durant la fabricació, els COPV sofreixen un procés anomenat autofrettage. La unitat està pressuritzada i es permet que el revestiment es deformi plàsticament (permanentment). Entra en contacte amb l'embolcall i provoca un augment permanent del volum. Una de les raons per a l'autofrettage d'un recipient és verificar que l'augment de volum dels recipients a pressió d'una línia de productes es mantingui dins de la família. Les dades de fora de la família podrien indicar possibles danys al recipient.

## Proves
Es realitzen diverses proves i inspeccions en els COPV, inclosa la prova de trencament, la vida útil del trencament per tensió i l'avaluació no destructiva.

## Envelliment
Tres components principals afecten la força del COPV a causa de l'envelliment: fatiga del cicle, vida envellida de l'embolcall i vida de ruptura per estrès.

## Fracassos
Els COPV poden estar subjectes a un mode complex d'errors. El 2016, un coet SpaceX Falcon 9 va explotar a la plataforma a causa de la fallada d'un COPV dins del tanc d'oxigen líquid: l'error va resultar de l'acumulació d'oxigen entre el revestiment d'alumini del COPV i l'embolcall compost en un buit o sivella. L'oxigen atrapat pot trencar les fibres de l'embolcall o provocar friccions entre les fibres quan s'infla, encenent les fibres a l'oxigen pur i provocar que el COPV falli.